# Donucovací pracovna
Donucovací pracovna bylo označení pro výchovné zařízení, jehož účelem bylo přimět k pravidelné práci osoby, které pracovat odmítaly nebo podle názoru příslušného státního orgánu nevedly spořádaný život. Na českém území existovalo několik takových zařízení zejména za Rakousko-Uherska ve 2. polovině 19. století, ale některá se udržela i přes období 1. republiky a institut donucovací pracovny zanikl až v roce 1950.

## Historie a zákonné vymezení
Již anglické zákonodárství za vlády Alžběty I. (vládla 1558–1603) přikazovalo všem práceschopným chudým pracovat, jinak jim hrozilo uzavření v káznicích. Kromě káznic však byly zřizovány i tzv. pracovny (workhouse), do nichž osoby chudé, ale způsobilé k práci vstupovaly na základě dobrovolnosti, ovšem pod pohrůžkou předání do káznice. Podobný systém donucovacích pracoven byl později zaveden i v Prusku, kde se také rozlišovalo mezi káznicemi a pracovnami: osoby bez prostředků nebylo možné k pobytu v pracovnách nutit, ale pokud by do nich nechtěly vstoupit, ztrácely nárok na jakoukoliv chudinskou podporu. V jednotlivých zemích habsburské monarchie nebylo zákonodárství v této otázce původně jednotné a soustředilo se zejména na ochranu obcí před přílišným množstvím žebráků a tuláků. Až za vlády Josefa II. došlo k určitému sjednocení, když byl v roce 1787 přijat "Všeobecný  zákon o zločinech a jejich trestání". Za Josefa II. byly také položeny základy péče o chudé zřizováním tzv. farních chudinských ústavů.
Zařízení typu "donucovací pracovna" vznikala koncem 18. století i v dalších evropských zemích a v 1. polovině 19. století už jich bylo i v Rakouském císařství několik, mj. v Praze a v Brně. O umístění osoby do takového zařízení původně rozhodovaly tehdejší správní úřady.
Podrobněji stanovil zákonný rámec až zákon č. 108 z roku 1873 (tzv. protitulácký zákon – Vagabundengesetz). Tím byla zavedena možnost policejního dohledu a případného předání osob do donucovací pracovny, pokud se dopouštěly některých přesně vymezených trestných činů, mezi které patřila i zahálka. Taková možnost internování ale musila být přímo uvedena v soudním rozsudku. V roce 1885 byl přijat zákon č. 90 o donucovacích pracovnách a polepšovacích ústavech, ve kterém byly zásady pro internování v těchto institucích nově upřesněny; o donucovací pracovny a polepšovny měly pečovat jednotlivé země Rakousko-Uherska. V jednotlivých zemích pak opravdu vznikly nové "robotárny" a polepšovny (např. na Moravě od roku 1889 působilo pět donucovacích pracoven, jejichž kapacita byla 1 000 až 1 250 chovanců). Tyto donucovací pracovny byly zřizovány jako „veřejné ústavy, které mají osoby k práci způsobilé, však jí se štítící nebo jinak nespořádaný život vedoucí (žebráky, tuláky, nevěstky a t. p.) donucením ku pravidelné práci, působením náboženským a vyučováním naváděti ku spořádanému životu.”
Rakousko-uherský zákon z roku 1885 zůstal v platnosti i v Československu po roce 1918, některá ustanovení byla pouze upřesněna (zákon 102/1929 Sb. o zřízení nucených pracovních kolonií a o změně některých ustanovení trestního práva). Donucovací pracovny v Čechách a na Moravě podléhaly zemským úřadům, které je zakládaly, a ty byly podřízeny ministerstvu vnitra; na Slovensku podléhaly donucovací pracovny ministerstvu spravedlnosti. I po 2. světové válce počítal s možností umístit odsouzeného do donucovací pracovny např. ještě zákon 15/1947 Sb. o stíhání černého obchodu a podobných pletichách. Institut donucovacích pracoven zanikl a byl nahrazen jinými formami nápravných zařízení (především pracovními tábory) až v souvislosti s novým trestním zákonem 86/1950 Sb.

## Některá známá zařízení
- Praha: donucovací pracovna byla v Praze zřízena už na konci 18. století v Malostranské zbrojnici,[6] a od roku 1833 byla umístěna v Trautmannsdorfském paláci na Hradčanech. Zprávu o ní včetně fotografií přinesl např. v roce 1905 týdeník Světozor.[7][8] V roce 1935 byla z Hradčan přesunuta do prostor bývalého cukrovaru v Ruzyni; v předválečném období měla donucovací pracovna kapacitu cca 200 osob, tzv. káranců, jejichž hlavní náplní byla práce na sousedním statku a v dílnách. Po únoru 1948 byli káranci převezení do zemské donucovací pracovny v Pardubicích a z objektu vznikla nechvalně známá ruzyňská věznice (v současné době je tu vazební věznice).[9]
- Brno: Zemská donucovací pracovna tu fungovala od roku 1841.[10] V devadesátých letech 19. století bylo v brněnské robotárně zrušeno ženské oddělení a trestané ženy byly posílány do jihlavské pracovny, později do Znojma nebo Šumperku. Ve třicátých letech 20. století byli do brněnské pracovny umísťováni ti, kteří se na území Moravy a Slezska provinili proti zákonu o tuláctví a žebrotě (to byl také důvod uvěznění některých Romů). Mívala kapacitu až 250 osob; budova v Brně-Veveří na Lidické ulici byla v roce 1973 zbourána.[11]
- Pardubice: město se o vybudování donucovací pracovny ucházelo od roku 1885 nabízelo pro ni staveniště na Židově. Areál s celkem 27 budovami obklopený vysokou zdí zahájil činnost v roce 1891, byl určen pro 400 káranců, ale bývalo jich i přes 500. Někteří pracovali v dílnách nebo v hospodářství ústavu, někteří mohli v malých skupinách chodit do továren nebo pracovat v zemědělství. Existovala i možnost sjednat je na práci v soukromých zahradách, na štípání dříví a podobně. V roce 1893 se pardubičtí káranci vzbouřili po zákazu prodeje vyfasovaného chleba občanům cestou do práce. V roce 1939 byla pracovna přeměněna na věznici, v letech 1951–1952 došlo k přestavbě na věznici pro ženy.[12]
- Kostomlaty pod Milešovkou: v roce 1888 tu byla zřízena "Královská česká zemská polepšovna a donucovací pracovna" pro dívky ve věku 14–18 let, z nichž se tu měly stát „nucenou prací, jakož i vhodným vyučováním, pracovité a nábožně mravné ženy”. Výchovu a výcvik v zaměstnání přiměřeném jejich schopnostem měly na starost řádové sestry od sv. Karla Boromejského. Po roce 1918 byl změněn název zařízení na „Zemská vychovatelna pro dívky a donucovací pracovna v Kostomlatech”.  Rozdělením v roce 1921 vznikly „Česká zemská výchovna v Kostomlatech” a „Česká zemská donucovací pracovna v Kostomlatech”. Po obsazení pohraničí v říjnu 1938 byly oba ústavy přestěhovány do zámku v Chroustovicích. V roce 1940 byla donucovací pracovna zrušena, výchovna se pak vrátila v roce 1948 do Kostomlat a řádové sestry byly odvolány. V roce 1950 vznikl v Kostomlatech „Domov výchovy mládeže”.[13]

- V roce 1885 byly zřízeny donucovací pracovny také ve Znojmě, v Jihlavě, v Šumperku a v Novém Jičíně.